# IMyFone
株式会社iMyFoneは、2015年3月に設立されたWEBシステム・スマートフォンのアプリの開発を行っている企業である。ソフトウエア・システム・コンテンツならびに、付帯サービスの企画・開発・販売することを大きな特徴としている。グローバル向けの独立系IT企業だが、主なソフトウェアは日本語対応。
主なソフトは動画編集ソフト「Filme」、iPhoneデータ復元ソフト「D-Back」やPCデータ復元ソフト「Anyrecover」である。

## 沿革
- 2015年3月、iMyFone（アイマイフォン）設立
- 2015年、スマホ、PCデータ復元ソフトiMyFone「D-Back」、iMyFone「Umate Pro」リリース
- 2017年、iMyFone「D-Port」、iMyFone「TunesMate」リリース
- 2018年、iMyFone「LockWiper」、iMyFone「TunesFix」
- 2019年、iMyFone「iMyTrans」、iMyFone「KeyGenius」、iPhone不具合修正ソフトiMyFone「Fixppo」リリース
- 2020年、動画編集ソフトiMyFone「Filme」リリース
- 2021年、iMyFone「MagicMic」、iMyFone「MirrorTo」リリース
- 2022年，iMyFone「ChatsBack for LINE」、iMyFone「VoxBox」リリース
- 2024年、多機能AIツール「ChatArt」、ファイルパスワード解除ツール「Passper Pro」リリース
- 2025年、AI 画像から動画に生成アプリ「DreamVid」リリース

## 運営サービス
- 動画編集ソフト「Filme」[1][信頼性要検証]
- スマホ、PCデータ復元ソフト「D-Back」[2][信頼性要検証]
- iPhone&Androidロック解除ソフト「Lockwiper」、「Lockwiper for Android」[3][信頼性要検証]
- iPhone不具合修正「Fixppo」
- iPhone、Android位置変更「AnyTo」
- アクティベーションロック解除「iBypasser」
- iOS&AndroidのWhatsApp管理ソフト「iMyTrans」
- LINEデータバックアップ・復元・転送「iTransor For LINE」
- LINEデータ復元ソフト「ChatsBack for LINE」
- AIボイスチェンジャー「MagicMic」[4]
- 画面ミラーリングソフト「MirrorTo」[5]
- AIテキスト読み上げソフト「VoxBox」[6]
- ファイルパスワード解除ツール「Passper Pro」
- AI 画像から動画に生成アプリ「DreamVid」